# Nauru na Mistrzostwach Świata w Lekkoatletyce 1997
Nauru na 6. Mistrzostwach Świata w Lekkoatletyce w 1997 roku reprezentowała jedna zawodniczka – Edouwe Appin. Był to szósty start reprezentacji Nauru na Mistrzostwach Świata w Lekkoatletyce – poprzednie to 1983, 1987, 1991, 1993 i 1995.

## Występy reprezentantów Nauru

### Kobiety
Podczas tych mistrzostw Edouwe Appin wzięła udział w rywalizacji sprinterek w biegu na 100 metrów. Eliminacje rozpoczęły się 2 sierpnia 1997 roku o godzinie 9:30. Appin wystąpiła w czwartym biegu eliminacyjnym. Podczas tego biegu wiatr był prawie niezauważalny; jego siła wyniosła 0,1 metra na sekundę w plecy. Startowała z czwartego toru; Z wynikiem 14,19 zajęła ostatnie, 8. miejsce. Tylko dwie zawodniczki miały gorszy czas niż sprinterka nauruańska - 14,55 uzyskała Peoria Koshiba z Palau, a 14,36 reprezentantka Samoa - Tiresa Paselio. Zwyciężczynią całych zawodów została Marion Jones ze Stanów Zjednoczonych.

#### Konkurencje biegowe
| Konkurencja   | Zawodniczka  | Eliminacje | Eliminacje | Półfinał       | Półfinał       | Finał          | Finał          |                |
| Konkurencja   | Zawodniczka  | Rezultat   | Pozycja    | Rezultat       | Pozycja        | Rezultat       | Pozycja        |                |
| ------------- | ------------ | ---------- | ---------- | -------------- | -------------- | -------------- | -------------- | -------------- |
| Bieg na 100 m | Edouwe Appin | 14,19      | 8          | Nie awansowała | Nie awansowała | Nie awansowała | Nie awansowała | Nie awansowała |